# Maria Pilar Romero
Maria Pilar Romero (født 22. maj 1982) er en håndboldspiller fra Argentina. Hun spiller på Argentinas håndboldlandshold, og deltog under VM 2011 i Brasilien.